# Мельцер, Хаген
Хаген Мельцер (нем. Hagen Melzer; род. 16 июня 1959, Баутцен, Дрезден) — немецкий легкоатлет, специалист по стипльчезу. Выступал за сборные ГДР и объединённой Германии в 1979—1992 годах, обладатель серебряной медали чемпионата мира, чемпион Европы, чемпион Игр доброй воли, серебряный призёр международного турнира «Дружба-84», многократный победитель первенств национального значения, участник двух летних Олимпийских игр.

## Биография
Хаген Мельцер родился 16 июня 1959 года в Баутцене, ГДР.
Занимался лёгкой атлетикой в Дрездене, представлял местный спортивный клуб «Айнхайт Дрезден».
Впервые заявил о себе на международном уровне в сезоне 1979 года, когда вошёл в состав восточногерманской сборной и выступил на Кубке Европы в Турине, где в зачёте бега на 3000 метров с препятствиями финишировал пятым.
В 1980 году впервые стал чемпионом Восточной Германии в стипльчезе.
В 1982 году занял четвёртое место на чемпионате Европы в Афинах.
В 1983 году показал восьмой результат в беге на 3000 метров на чемпионате Европы в помещении в Будапеште. В стипльчезе занял 11-е место на впервые проводившемся чемпионате мира по лёгкой атлетике в Хельсинки, был четвёртым на Кубке Европы в Лондоне.
Рассматривался в качестве кандидата на участие в летних Олимпийских играх 1984 года в Лос-Анджелесе, однако ГДР вместе с несколькими другими странами восточного блока бойкотировала эти соревнования по политическим причинам. Вместо этого Мельцер выступил на альтернативном турнире «Дружба-84» в Москве, где стал в своей дисциплине серебряным призёром, уступив поляку Богуславу Маминьскому.
В 1985 году был шестым на Кубке Европы в Москве и пятым на Кубке мира в Канберре.
В 1986 году победил на впервые проводившихся Играх доброй воли в Москве и на чемпионате Европы в Штутгарте. По итогам сезона награждён серебряным орденом «За заслуги перед Отечеством».
В 1987 году с личным рекордом 8:10.32 завоевал серебряную награду на чемпионате мира в Риме, стал третьим на Кубке Европы в Праге.
Благодаря череде удачных выступлений удостоился права защищать честь страны на Олимпийских играх 1988 года в Сеуле — в финале стипльчеза показал результат 8:19.82, закрыв десятку сильнейших.
В 1989 году был вторым на Кубке Европы в Гейтсхеде и третьим на Кубке мира в Барселоне.
На чемпионате Европы 1990 года в Сплите в финале пришёл к финишу седьмым.
После объединения Германии в 1991 году Мельцер ещё в течение некоторого времени оставался действующим спортсменом и продолжал принимать участие в крупнейших международных стартах. Так, в этом сезоне он выиграл немецкий национальный чемпионат в беге на 3000 метров с препятствиями, занял 12-е место на чемпионате мира в Токио, финишировал четвёртым на Кубке Европы во Франкфурте.
В 1992 году прошёл отбор на Олимпийские игры в Барселоне — в стипльчезе сумел дойти до стадии полуфиналов, показав время 8:38.07.
По образованию — инженер-механик. Впоследствии работал в Дрезденском спортивном управлении.